# Stvoření světa (film)
Stvoření světa, francouzsky La Création du monde, je Československo-francouzský  kreslený animovaný film režiséra Eduarda Hofmana a francouzského výtvarníka Jeana Effela z roku 1957. Film měl premiéru v dubnu 1958. Snímek zábavnou formou vypráví biblický příběh o stvoření světa, podle něhož Bůh v šesti dnech tvořil zemi, flóru, faunu a člověka. Proti němu vystupuje ďábel s úmyslem vše pokazit. Snímek byl často kritizován[kým?] za určité komunistické, propagandistické prvky platné v době svého vzniku, které v něm byly použity.

## Tvůrčí štáb
- Námět a hlavní výtvarník: Jean Effel
- Scénář a režie: Eduard Hofman
- Animátoři: Zdeněk Smetana, Karel Štrebl, Božena Možíšová, Jaroslav Doubrava, Vladimír Lehký, Břetislav Dvořák, František Vystrčil, Bohumil Šejda, Ladislav Váňa, Jiří Vokoun, Josef Kábrt, Miloslav Krejčí, Karel Mann
- Asistenti animátorů: Antonín Bureš, Josef Hekrdla, Ota Kudrnáč, Věra Kudrnová, Věra Marešová, Zdenka Skřípková, Ivan Skála, Jindra Bárta, O. Vlásková, Adolf Hamrlík, Kristina Vodičková
- Malíři pozadí: Josef Kábrt, Rudolf Holan, Bohumil Šiška
- Kamera: Zdenka Hajdová
- Hudba: Jan Rychlík, Jean Wiener
- Hovoří: 
  - česká verze: Jan Werich, Antonín Jedlička, Bohuslav Kupšovský
  - francouzská verze: François Périer, Martine Sarcey, Georges Aminel
- Zpívají: Settleři
- Střih: Zdenka Navrátilová
- Zvuk: Milan Novotný a Josef Vlček
- Vedoucí štábu: Vladislav Hofman
- Komentář a texty písní: Adolf Hoffmeister
- Vedoucí animace: Ota Kudrnáč
- Výtvarná spolupráce: Josef Kábrt

## Technické údaje
- typ: barevný kreslený film
- premiéra v Československu: 4. dubna 1958

## Poznámka
Obrázky z filmu s doprovodnými humoristickými texty byly vydány i v knižní podobě.